# 神田優
神田 優（かんだ ゆう、1983年4月20日 - ）は、日本の脚本家。東京都出身。sacca株式会社所属。多摩美術大学情報デザイン学科卒業。

## 受賞歴
- 第25回フジテレビヤングシナリオ大賞 最終選考「宇宙人のママ」（2013年）
- 第27回フジテレビヤングシナリオ大賞 最終選考「銀サギ〜最弱詐欺師たち〜」（2015年）

## 作品

### テレビドラマ
- その男、意識高い系。 第5・6話（2015年、NHK BSプレミアム） - 脚本
- 3つの街の物語 Episode1・3（2015年、TBS・BS-TBS）- 脚本
- ラブホの上野さん（2017年、フジテレビ・FOD） - 脚本
  - ラブホの上野さん Season2（2017年、フジテレビ・FOD） - 脚本
- ソースさんの恋（2017年 、NHK BSプレミアム） - 脚本
- 三島由紀夫 命売ります（2018年、BSテレ東） - 脚本
- 正義のセ（2018年、日本テレビ） - 第3話 脚本協力、第10話 プロット協力
- ブラックペアン（2018年、TBS） - 第5・8・9・10話 共同脚本、第6・8話 脚本協力
- 下町ロケット（2018年、TBS） ‐ 第6・8・9話 共同脚本、第4・5・7・10・11話 脚本協力
  - 新春ドラマ特別編「下町ロケット」（2019年、TBS） - 脚本協力
- アリバイ崩し承ります（2019年、テレビ朝日） - 脚本
- ラジエーションハウス 〜放射線科の診断レポート〜（2019年、フジテレビ） ‐ 脚本
  - ラジエーションハウスII〜放射線科の診断レポート〜（2021年、フジテレビ） - 脚本
- 名古屋行き最終列車（2019年、メーテレ） - 脚本
  - 名古屋行き最終列車 大垣編 17歳の監督（2023年、メーテレ） - 脚本
- 貴族誕生 -PRINCE OF LEGEND-（2019年、日本テレビ） - 脚本
- アライブ がん専門医のカルテ（2020年、フジテレビ） - 脚本
- アリバイ崩し承ります（2020年、テレビ朝日） - 脚本
- ゲキカラドウ（2021年、テレビ東京） - 脚本
  - ゲキカラドウ2（2023年、テレビ東京） - 脚本
- 漂着者（2021年、テレビ朝日） - 脚本
- うきわ -友達以上、不倫未満-（2021年、テレビ東京） - 脚本
- ごちそう〜うなぎ編〜（2021年、メーテレ） - 脚本
  - ごちそう〜伊勢えび編〜（2022年、メーテレ） - 脚本
- 愛しい嘘〜優しい闇〜（2022年、テレビ朝日） - 脚本
- 競争の番人（2022年、フジテレビ） - 脚本
- 女神の教室〜リーガル青春白書〜（2023年、フジテレビ） - 脚本
- SPドラマ『君と世界が終わる日に』（2023年、日本テレビ） - 脚本
- Maybe 恋が聴こえる（2023年、TBS） - 脚本
- 泥濘の食卓（2023年、テレビ朝日） - 脚本
- うちの弁護士は手がかかる（2023年、フジテレビ） - 脚本
- 笑うマトリョーシカ（2024年、TBS） - 脚本
- プライベートバンカー（2025年、テレビ朝日） - 脚本
- 人事の人見（2025年、フジテレビ） - 脚本

### 配信ドラマ
- グッドモーニング・コール 第11話（2016年、FOD・Netflix） - 脚本
- ファイブ（2017年、FOD） - 脚本
- 紺田照の合法レシピ（2018年）
- ザ・接待〜秘書のおもてなし〜（2020年、TELASA） - 脚本
- 君と世界が終わる日に　Season4（2023年、Hulu） - 脚本
  - 君と世界が終わる日に Season5（2024年、Hulu）  - 脚本

### 映画
- 走れ!T校バスケット部（2018年、東映） - 脚本協力

### ゲーム
- RPG
  - 「Promised Land」（2009年） - シナリオ
  - 「フェアリープリンセス」（2013年） - 企画・シナリオ
- 恋愛シミュレーションゲーム「マジカ★マジカ」（2010年） - シナリオ
- GREEシミュレーションゲーム「かんなぎ forU」（2011年） - 企画・シナリオ
- GREEカードゲーム「女神マスターズ」（2012年） - 企画・シナリオ
- 超短編小説アプリ「nanovel」（2013年） - 短編小説多数掲載
- ダークファンタジーRPG「破戒のリベリヲン」（2013年） - シナリオ
- 謎解きアプリ「NAZO」（2014年） - シナリオ

### プロモーションビデオ
- Wii
  - 「ボンバーマン」プロモーションビデオ（2008年） - 構成・演出
  - 「めざせ!!釣りマスター」プロモーションビデオ（2008年） - 構成・演出

### イベント用映像
- ニンテンドーDS「流星のロックマン3」イベント用映像（2008年） - 構成・演出

### TVCM
- PSPソフト
  - 「To LOVEる -とらぶる- ドキドキ! 臨海学校編」TVCM（2008年） - 企画・演出
  - 「ヴァルハラナイツ2」TVCM（2008年） - 企画・演出
- UCC「ブラック無糖」 - 企画参加
- 桃太郎電鉄 - 企画参加
- 三菱電機 企業CM  - 企画参加

### バラエティ番組
- 「アニメロビー」バラエティパート（テレビ大阪） - 構成台本